# Michael Kaufman
Pour les articles homonymes, voir Kaufman.
Michael Kaufman (né le 27 mars 1951) est un auteur activiste féministe canadien. Il encourage et soutient l'engagement des hommes et des garçons à promouvoir l'égalité des sexes, afin d'enrayer les violences faites aux femmes, et pour établir une masculinité plus positive.  Il est l'auteur, avec Michael Kimmel, du Guide du féminisme pour les hommes et par les hommes, publié en France en 2018. 

## Biographie
Michael Kaufman est né à Cleveland, dans l'Ohio. Il obtient un baccalauréat en Arts et en Sciences de l' Université de Toronto, une  maîtrise en Économie Politique de l'Université de Toronto, et un doctorat en Sciences Politiques de l'Université de Toronto. De 1979 à 1992, il enseigne à l'Université York à Toronto.
Michael Kaufman travaille comme conseiller auprès de nombreuses organisations non gouvernementales, Amnesty International, OXFAM et Save the Children. Il est conseiller auprès des Nations Unies, l'UNESCO, l'UNICEF, l'ONU Femmes, le PNUD, le FNUAP, et le FIDA. Il écrit et publie de nombreux rapports, articles et ouvrages. Son travail est dans plusieurs langues et ses articles sont publiés Le Guardian, Le Daily Telegraph, Le Toronto Star et d'autres publications.
Michael Kaufman fonde avec Gordon Cleveland Men for Women’s Choice en 1989. 

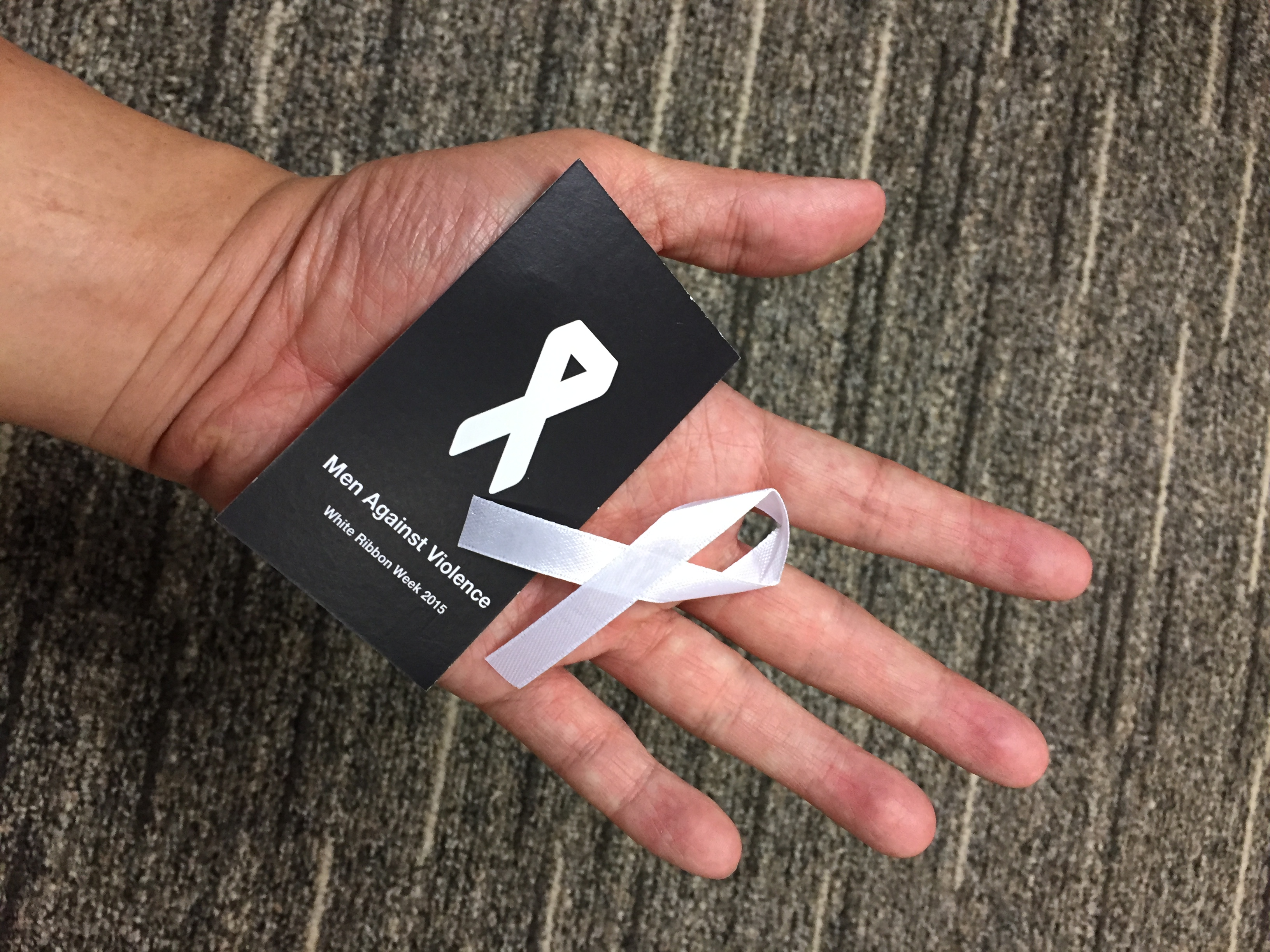
Un ruban blanc à Singapore pendant la campagne White Ribbon en 2015

En 1991, deux ans après la tuerie de quatorze femmes de l'école polytechnique de Montréal, il fonde avec Jack Layton et Ron Sluser, White Ribbon. Il s'agit d'un réseau d'hommes dans le monde entier pour mettre fin aux violences faites aux femmes, promouvoir l’égalité entre les sexes et redéfinir la masculinité. White Ribbon demande aux hommes de porter un ruban blanc. À la suite de cette initiative, une soixantaine de pays ont adopté une législation plus contraignante concernant les violences faites aux femmes.
Il est chercheur associé de l'Institut Promundo (en), une ONG basée à Rio de Janeiro et à Washington, qui promeut l'égalité des genres auprès des hommes.
En 2018, le premier ministre canadien Justin Trudeau, met en place le Conseil consultatif sur l’égalité des sexes pour la présidence du G7.  Michael Kaufman en fait partie.
Il est chef de file de plusieurs réseaux nationaux et internationaux d'hommes proféministes comme MenCare, qui mène une campagne mondiale axée sur la paternité .

## La violence des hommes, la masculinité, promotion de l'égalité
Dans l'article The Construction of Masculinity and the Triad of Men’s Violence publié en 1987, Michael Kaufman distingue trois types de violences exercées par les hommes : la violence contre les femmes, la violence contre certains groupes d'hommes en fonction de critères (couleur de peau, classe, orientation sexuelle, religion, etc.) et contre soi-même. L'origine de ces violences sont liées au processus d’acquisition de la masculinité fondé sur le sexe. Il suggère que les trois formes de violence doivent combattues en même temps.
Dans son ouvrage, Cracking the Armour: Power, Pain and the Lives of Men, Michael Kaufman interroge le patriarcat  : une société où les hommes disposent du pouvoir et  la nature contradictoire du pouvoir. La masculinité dépend en grande partie de la capacité d'un homme à exercer son pouvoir et son contrôle.
Son article, The Seven P’s of Men’s Violence (1999) a été traduit dans plus d'une douzaine de langues. Il s'appuie sur une analyse féministe de la violence des hommes. Il explique la violence masculine par les sept P : pouvoir patriarcal, privilèges, permission (autorisation de l'usage de la violence), le paradoxe du pouvoir des hommes (source de peur, d’isolement et de souffrance), l'armure psychologique (distance avec les autres, absence d'empathie),  pression de la masculinité (répression des émotions), l'expérience vécue (reproduction de la violence). 
Dans THE AIM FRAMEWORK, Addressing and Involving Men and Boys To Promote Gender Equality and End Gender Discrimination and Violence publié en 2003, Michael Kaufman fait la  synthèse de ses travaux et propose une stratégie pour développer la mobilisation des hommes et des garçons afin de transformer les masculinités néfastes et destructrices, de mettre fin aux relations oppressives entre les hommes et les femmes et de promouvoir l’égalité des sexes. 

## Publications
- (en) Michael Kaufman, Jamaica Under Manley : Dilemmas of Socialism & Democracy, Zed Books, 1985 (OCLC 707054474)
- (en) Beyond Patriarchy : Essays by Men on Pleasure, Power, and Change, Oxford University Press, 1987, 322 p. (ISBN 978-0-19-540534-7)
- (en) Theorizing Masculinities, Sage Publications, 1994, 302 p. (ISBN 978-0-8039-4904-1, lire en ligne)
- (en) Michael Kaufman, Cracking the Armour : Power, Pain and the Lives of Men, Viking/Penguin, 1994, 308 p. (ISBN 978-0-14-017775-6)
- (en) Community Power & Grassroots Democracy : The Transformation of Social Life, Zed Books, 1997, 230 p. (ISBN 978-0-88936-784-5)
- (en) Michael Kaufman, The Possibility of Dreaming on a Night Without Stars : A Novel, Viking/Penguin, 1999, 296 p. (ISBN 978-0-14-028066-1)
- (en) Michael Kaufman et Michael Kimmel (trad. de l'anglais), The Guys’ Guide to Feminism [« Le guide du féminisme pour les hommes »], Seal Press, 2011, 224 p. (ISBN 978-1-58005-425-6)
- (en) Michael Kaufman et Gary Barker, The Afghan vampires book club, Londres, World Editions, 2015, 288 p. (ISBN 978-94-6238-049-3)